# Tribu Kootenai d'Idaho
La Tribu Kootenai d'Idaho és una tribu reconeguda federalment dels baixos kutenais. són una de les Tribus de l'Altiplà del Nord-oest.

## Reserva
La Reserva Kootenai fou establida per primer cop en 1896. Després de les subseqüents pèrdues de terra, la reserva fou restablida en 1974. La reserva té una superfície de 3.985 acres i està situada al comtat de Boundary (Idaho), al llarg de la US Route 95.

## Govern
La seu de la tribu es troba a Bonners Ferry. La tribu és regida per un consell tribal de 9 membres escollit democràticament. El cap de la tribu actual és Garry Aitken Jr.

## Llengua
Tradicionalment els kutenais han parlat el kutenai, una llengua aïllada. Hi ha un diccionari i una gramàtica i està escrit en alfabet llatí.

## Història
El poble Kootenai vivia al llarg del riu Kootenai a Idaho, Montana, i Colúmbia Britànica. Eren caçadors-recol·lectors, i el salmó era el complement més important de la seva dieta. Tenien campaments d'hivern permanents de cases en forma de con de pals de fusta i sostre de matolls.
En 1855 la tribu es va negar a signar un tractat amb el govern dels Estats Units que els obligaria a cedir les seves terres tribals a Idaho i consolidar-se amb diverses altres tribus més petites a Montana. La Llei de Dawes va trencar la possessió tribal de la terra en assignacions individuals. A causa de la pèrdua il·legal de terres, la tribu va ser rebre 425.000 $ en una reclamació de terres índies colonitzades en 1960.
El 20 de setembre de 1974, els 67 membres de la Tribu Kootenai declararen formalment la guerra als Estats Units cercant el reconeixement federal. No s'involucraren en actes violents, i cridant l'atenció sobre la seva situació, la tribu va rebre 12,5 acres.

## Desenvolupament econòmic
Des de 1986, la Tribu Kootenai Tribe posseeix i opera la Kootenai River Inn. Situada a Bonners Ferry, actualment és el Kootenai River Inn Casino and Spa, també té el Springs Restaurant, Casino Deli, el Kootenai Day Spa, i una tenda de records.
Les indústries de la Reserva inclouen fusta, turisme, i la venda de sorra i grava. La tribu també és propietària d'una planta d'incubació d'esturions.